# دلیر امام‌نظروف
دلیر امام‌نظروف (روسی: Далер Имомназаров؛ زادهٔ ۳۱ مهٔ ۱۹۹۵) بازیکن فوتبال است.
وی همچنین در تیم ملی فوتبال تاجیکستان بازی کرده‌است.